# Ligue des champions de la CAF 2004
Navigation
Édition précédente Édition suivante
La Ligue des champions de la CAF 2004 est la 40e édition de la plus importante compétition inter-clubs africaine de football. Il s'agit également de la 8e édition sous la dénomination Ligue des champions de la CAF. 
Elle se déroule durant l'année 2004 et oppose les meilleurs clubs africains qui se sont illustrés dans leurs championnats respectifs la saison précédente.
Cette édition est remportée par Enyimba qui s'impose aux tirs au but face à l'Étoile du Sahel. Le club nigérian conserve ainsi son titre acquis en 2003.

## Phase qualificative

### Tour préliminaire
| Équipe 1                     | Résultat | Équipe 2                   | Aller | Retour | Tab   |
| ---------------------------- | -------- | -------------------------- | ----- | ------ | ----- |
| forfait US Stade Tamponnaise | -        | AS Port-Louis 2000         | -     | -      | -     |
| Supersport United FC         | 6 - 0    | Civics FC                  | 5 - 0 | 1 - 0  | -     |
| Saint-George SA              | 2 - 3    | Al Hilal                   | 1 - 2 | 1 - 1  | -     |
| Ecoredipharm                 | 0 - 2    | Saint-Michel United        | 0 - 0 | 0 - 2  | -     |
| Matlama FC                   | 0 - 7    | Orlando Pirates FC         | 0 - 3 | 0 - 4  | -     |
| Simba SC                     | 2 - 3    | Zanaco FC                  | 1 - 0 | 1 - 3  | -     |
| Bakili Bullets               | 2 - 1    | Villa SC                   | 2 - 1 | 0 - 0  | -     |
| APR FC                       | 11 - 3   | Anseba SC                  | 7 - 1 | 4 - 2  | -     |
| Dragons de l'Ouémé           | 1 - 1E   | AS Douanes                 | 1 - 1 | 0 - 0  | -     |
| Al Ittihad                   | 1 - 2    | Sahel SC                   | 1 - 0 | 0 - 2  | -     |
| Saint-Michel de Ouenzé       | 2 - 2    | US Bitam                   | 2 - 0 | 0 - 2  | 4 - 3 |
| ASFA Yennenga                | 3 - 2    | Julius Berger FC           | 3 - 2 | 0 - 0  | -     |
| Asante Kotoko FC             | -        | AS Tempête Mocaf forfait   | -     | -      | -     |
| Armed Forces FC              | 0 - 6    | ASC Jeanne d'Arc           | 0 - 3 | 0 - 3  | -     |
| AS Vita Club                 | -        | Ulinzi Stars FC forfait    | -     | -      | -     |
| Stade malien                 | 0 - 2    | Hearts of Oak SC           | 0 - 0 | 0 - 2  | -     |
| AS Aviação                   | 2 - 1    | SC Cilu                    | 1 - 1 | 1 - 0  | -     |
| HUS Agadir                   | -        | ASC Nasr de Sebkha forfait | 7 - 0 | -      | -     |
| ASFAG Conakry                | 1 - 3    | ASC Diaraf                 | 0 - 1 | 1 - 2  | -     |
| AmaZulu FC                   | 7 - 4    | CD Maxaquene               | 3 - 1 | 4 - 3  | -     |
| Petro Atlético               | 6 - 2    | Atlético Malabo            | 3 - 1 | 3 - 1  | -     |

### Premier tour
| Équipe 1            | Résultat | Équipe 2               | Aller | Retour | Tab   |
| ------------------- | -------- | ---------------------- | ----- | ------ | ----- |
| AS Port-Louis 2000  | 1 - 3    | Supersport United FC   | 1 - 1 | 0 - 2  | -     |
| Al Ahly SC          | 0 - 1    | Al Hilal               | 0 - 1 | 0 - 0  | -     |
| Saint-Michel United | 3 - 8    | Orlando Pirates FC     | 2 - 3 | 1 - 5  | -     |
| Zanaco FC           | 1 - 1    | Bakili Bullets         | 0 - 1 | 1 - 0  | 5 - 6 |
| Zamalek SC          | 4 - 6    | APR FC                 | 3 - 2 | 1 - 4  | -     |
| Africa Sports       | 5 - 1    | AS Douanes             | 4 - 1 | 1 - 0  | -     |
| ES Tunis            | 5 - 0    | Sahel SC               | 4 - 0 | 1 - 0  | -     |
| Coton Sport FC      | 4 - 2    | Saint-Michel de Ouenzé | 4 - 1 | 0 - 1  | -     |
| USM Alger           | 10 - 3   | ASFA Yennenga          | 8 - 1 | 2 - 2  | -     |
| ASEC Mimosas        | 1 - 1E   | Asante Kotoko FC       | 1 - 1 | 0 - 0  | -     |
| Raja CA             | 2 - 2    | ASC Jeanne d'Arc       | 2 - 0 | 0 - 2  | 4 - 5 |
| Canon Yaoundé       | 4 - 1    | AS Vita Club           | 3 - 0 | 1 - 1  | -     |
| Hearts of Oak SC    | 5 - 2    | AS Aviação             | 4 - 1 | 1 - 1  | -     |
| ES Sahel            | 2 - 0    | HUS Agadir             | 2 - 0 | 0 - 0  | -     |
| Enyimba FC          | 3 - 2    | ASC Diaraf             | 3 - 0 | 0 - 2  | -     |
| AmaZulu FC          | 1 - 2    | Petro Atlético         | 0 - 0 | 1 - 2  | -     |

### Deuxième tour
| Équipe 1             | Résultat | Équipe 2         | Aller | Retour | Tab   |
| -------------------- | -------- | ---------------- | ----- | ------ | ----- |
| Supersport United FC | 2 - 0    | Al Hilal         | 2 - 0 | 0 - 0  | -     |
| Orlando Pirates FC   | 2 - 2E   | Bakili Bullets   | 2 - 1 | 0 - 1  | -     |
| APR FC               | 1 - 1    | Africa Sports    | 1 - 0 | 0 - 1  | 1 - 3 |
| ES Tunis             | 3 - 1    | Coton Sport FC   | 3 - 0 | 0 - 1  | -     |
| USM Alger            | 2 - 2    | Asante Kotoko FC | 2 - 0 | 0 - 2  | 3 - 1 |
| ASC Jeanne d'Arc     | 3 - 2    | Canon Yaoundé    | 2 - 0 | 1 - 2  | -     |
| Hearts of Oak SC     | 1 - 1    | ES Sahel         | 1 - 0 | 0 - 1  | 4 - 5 |
| Enyimba FC           | 3 - 2    | Petro Atlético   | 1 - 1 | 2 - 1  | -     |

## Phase de groupes

### Groupe A
| Rang | Équipe         | Pts | J | G | N | P | Bp | Bc | Diff |  | Résultats (▼ dom., ► ext.) |     |     |     |     |
| ---- | -------------- | --- | - | - | - | - | -- | -- | ---- |  | -------------------------- | --- | --- | --- | --- |
| 1    | ES Sahel       | 11  | 6 | 3 | 2 | 1 | 8  | 5  | +3   |  | ES Sahel                   |     | 1-0 | 2-0 | 1-1 |
| 2    | Enyimba FC     | 8   | 6 | 2 | 2 | 2 | 11 | 4  | +7   |  | Enyimba FC                 | 1-1 |     | 0-1 | 6-0 |
| 3    | Africa Sports  | 7   | 6 | 2 | 1 | 3 | 6  | 10 | -4   |  | Africa Sports              | 3-2 | 0-3 |     | 1-1 |
| 4    | Bakili Bullets | 6   | 6 | 1 | 3 | 2 | 5  | 11 | -6   |  | Bakili Bullets             | 0-1 | 1-1 | 2-1 |     |

### Groupe B
| Rang | Équipe               | Pts | J | G | N | P | Bp | Bc | Diff |  | Résultats (▼ dom., ► ext.) |     |     |     |     |
| ---- | -------------------- | --- | - | - | - | - | -- | -- | ---- |  | -------------------------- | --- | --- | --- | --- |
| 1    | ES Tunis             | 12  | 6 | 4 | 0 | 2 | 12 | 7  | +5   |  | ES Tunis                   |     | 5-0 | 2-1 | 2-0 |
| 2    | ASC Jeanne d'Arc     | 11  | 6 | 3 | 2 | 1 | 8  | 9  | -1   |  | ASC Jeanne d'Arc           | 2-1 |     | 2-1 | 2-0 |
| 3    | USM Alger            | 7   | 6 | 2 | 1 | 3 | 8  | 8  | 0    |  | USM Alger                  | 3-0 | 1-1 |     | 2-1 |
| 4    | Supersport United FC | 4   | 6 | 1 | 1 | 4 | 5  | 9  | -4   |  | Supersport United FC       | 1-2 | 1-1 | 2-0 |     |

## Phase finale

### Demi-finales
| Équipe 1         | Résultat | Équipe 2 | Aller | Retour | Tab   |
| ---------------- | -------- | -------- | ----- | ------ | ----- |
| ASC Jeanne d'Arc | 2 - 4    | ES Sahel | 2 - 1 | 0 - 3  | -     |
| Enyimba FC       | 2 - 2    | ES Tunis | 1 - 1 | 1 - 1  | 6 - 5 |

### Finale
| Aller                       | ES Sahel                        | 2 - 1   | Enyimba FC  | Stade olympique, Sousse                          |                                                  |
| 4 décembre 2004 17 h 00 HEC | Mhadhbi 44e (pen.) · Traoré 53e | (1 - 1) | 15e Nwanna  | Spectateurs : 25 000 Arbitrage : Mohamed Benouza | Spectateurs : 25 000 Arbitrage : Mohamed Benouza |
| 4 décembre 2004 17 h 00 HEC | Sallami 72e                     |         | 31e Okonkwo | Spectateurs : 25 000 Arbitrage : Mohamed Benouza | Spectateurs : 25 000 Arbitrage : Mohamed Benouza |

| Retour                       | Enyimba FC                                                                 | 2 - 1             | ES Sahel                                                        | Abuja Stadium, Abuja                          |                                               |
| 12 décembre 2004 15 h 00 HEC | Enyeama 43e (pen.) · Ogounbiyi 53e                                         | (1 - 0)           | 63e Zouaghi                                                     | Spectateurs : 60 000 Arbitrage : Coffi Codjia | Spectateurs : 60 000 Arbitrage : Coffi Codjia |
| 12 décembre 2004 15 h 00 HEC | Jérôme Ezoba · Musa Aliyu · Joetex Frimpong · Damien Udeh · Obinna Nwaneri | Tirs au but 5 - 3 | Mohamed Miladi · Saber Ben Frej · Kandia Traoré · Zoubaier Baya | Spectateurs : 60 000 Arbitrage : Coffi Codjia | Spectateurs : 60 000 Arbitrage : Coffi Codjia |

## Vainqueur
| Ligue des champions de la CAF Vainqueur 2004 |
| -------------------------------------------- |
| Enyimba FC Deuxième titre                    |

## Meilleurs buteurs
| Rang | Joueur            | Club                 | Buts | Matchs |
| ---- | ----------------- | -------------------- | ---- | ------ |
| 1    | Mamadou Diallo    | USM Alger            | 10   | 10     |
| 2    | Ali Zitouni       | ES Tunis             | 9    | 12     |
| 3    | Makhete N'Diaye   | ASC Jeanne d'Arc     | 7    | ?      |
| 4    | Abram Raselemane  | Supersport United FC | 6    | ?      |
| 4    | Lamine Diarra     | ASC Jeanne d'Arc     | 6    | ?      |
| 6    | Benedict Vilakazi | Orlando Pirates FC   | 5    | ?      |
| 7    | Blaise Kouassi    | Africa Sports        | 4    | ?      |
| 7    | Dame N'Doye       | ASC Jeanne d'Arc     | 4    | ?      |
| 7    | Emeka Nwanna      | Enyimba FC           | 4    | ?      |
| 7    | Kandia Traoré     | ES Sahel             | 4    | ?      |